# Hermitage Amsterdam
Hermitage Amsterdam é uma filial do Museu Hermitage de São Petersburgo, na Rússia, localizado nas margens do rio Amstel, em Amsterdã, Países Baixos. O museu está localizado no antigo Amstelhof, um edifício de estilo clássico de 1681. A instituição exibiu pequenas exposições no prédio neerlandês adjacente de 24 de fevereiro de 2004 até o museu principal ser aberto em 19 de junho de 2009.
Atualmente é a maior filial do Museu do Hermitage, com uma área total de 12.846 m² e se encaixa no plano do museu para tornar suas coleções acessíveis a mais pessoas. A área de exposição cobre 2.182 m² e está contida em dois grandes salões de exposições e salas de exposições menores. O espaço restante contém salas de aula, escritórios e acomodações de funcionários, além de um restaurante.